# Båtöfjärden
Båtöfjärden este o arie protejată (arie specială de conservare — SAC, sit de importanță comunitară — SCI) din Suedia întinsă pe o suprafață de 930,4 ha, integral pe uscat.

## Localizare
Centrul sitului Båtöfjärden este situat la coordonatele 65°40′34″N 22°49′14″E / 65.676°N 22.8205°E.

## Înființare
Situl Båtöfjärden a fost declarat sit de importanță comunitară în iunie 2001 pentru a proteja un număr necunoscut de specii din flora spontană și fauna sălbatică aflate în arealul zonei. Situl a fost protejat și ca arie specială de conservare în martie 2011.

## Biodiversitate
Situată în ecoregiunile boreală și marină baltică, aria protejată conține 8 habitate naturale: Insulițe și insule mici din Baltica boreală, Terase mlăștinoase și terase nisipoase neacoperite de apă la reflux, Roci stâncoase cu vegetație pionieră de Sedo-Scleranthion sau Sedo albi-Veronicion dillenii, Pășuni de coastă din Baltica boreală, Faleze cu vegetație de pe coastele atlantice și baltice, Vegetație perenă pe țărmurile stâncoase, Taiga vestică, Pajiști uscate europene.
La baza desemnării sitului se află un număr nedeclarat de specii protejate.